# كريغ غوردون
كريغ غوردون (بالإنجليزية: Craig Gordon)‏ (مواليد 31 ديسمبر 1982 في إدنبرة - إسكتلندا) لاعب كرة قدم إسكتلندي يلعب حاليا لصالح نادي الدرجة الممتازة سندرلاند الإنجليزي منذ 2007 في مركز حارس مرمى .

## مسيرته الكروية
لعب كريغ غوردون خلال مسيرته الاحترافية مع 4 أندية في ثمانية عشر موسمًا ولم يسجل خلالها أي هدف ضمن 386 مباراة. حيث فاز في ثلاثة مواسم بالكأس وفي ستة مواسم بالدوري.
خاض كريغ غوردون مسيرته مع نادي هارت أوف ميدلوثيان في موسم 2000–01 في المرة الأولى لمدة موسم واحد ثم في موسم 2002–03 ليلعب معه خمسة مواسم، مشاركًا طوالها في 138 مباراة ولم يسجل أي هدف. ثم انتقل إلى نادي كاودينبيث لكرة القدم في موسم 2001–02 لمدة موسم واحد، حيث شارك في 13 مباراة ولم يسجل أي هدف أيضًا. لينتقل بعدها إلى نادي سندرلاند في موسم 2007–08 ليلعب معه خمسة مواسم، مشاركًا في 88 مباراة ولم يسجل أي هدف أيضًا. ثم انتقل إلى نادي سلتيك في موسم 2014–15 ليلعب معه ستة مواسم، مشاركًا في 147 مباراة ولم يسجل أي هدف أيضًا.

## روابط خارجية
- كريغ غوردون على موقع الاتحاد الدولي (مؤرشف)  (الإنجليزية)
- كريغ غوردون على موقع الاتحاد الأوربي (الإنجليزية)
- كريغ غوردون على موقع الاتحاد الإسكتلندي (الإنجليزية)
- كريغ غوردون على موقع إي إس بي إن إف سي (الإنجليزية)
- كريغ غوردون على موقع قاعدة بيانات كرة القدم.إي يو (الإنجليزية)
- كريغ غوردون على موقع بيانات كرة القدم. دي إي (الألمانية)
- كريغ غوردون على موقع ناشيونال فوتبول تيمز (الإنجليزية)
- كريغ غوردون على موقع Soccerbase.com (لاعب) (الإنجليزية)
- كريغ غوردون على موقع Soccerway.com (الإنجليزية)
- كريغ غوردون على موقع عالم كرة القدم.نت (الإنجليزية)